# Listă de filme poloneze din anii 1960
Aceasta este o listă de filme poloneze din anii 1960.
| 1960                                             |                                  |                                                                                        |                                            | |
| Zezowate szczęście                               | Andrzej Munk                     | Bogumił Kobiela, Maria Ciesielska                                                      | film de comedie                            | Prezentat la Festivalul de Film de la Cannes din 1960                                               |
| Cavalerii teutoni                                | Aleksander Ford                  | Grażyna Staniszewska, Urszula Modrzyńska                                               | istoric                                    | |
| 1961                                             |                                  |                                                                                        |                                            | |
| Matka Joanna od Aniołów                          | Jerzy Kawalerowicz               |                                                                                        |                                            | A câștigat premiul special al juriului de la Cannes, 1961                                           |
| Ogniomistrz Kaleń                                | Ewa Petelska, Czesław Petelski   |                                                                                        |                                            | |
| Dziś w nocy umrze miasto                         | Jan Rybkowski                    |                                                                                        |                                            | Prezentat la Festivalul de Film de la Moscova, ediția a II-a                                        |
| 1962                                             |                                  |                                                                                        |                                            | |
| Miłość dwudziestolatków (Dragostea la 20 de ani) | Andrzej Wajda, François Truffaut |                                                                                        |                                            | Coproducție                                                                                         |
| Zaduszki                                         | Tadeusz Konwicki                 |                                                                                        |                                            | |
| Dom bez okien                                    | Stanisław Jędryka                |                                                                                        |                                            | Prezentat la Festivalul de Film de la Cannes din 1962                                               |
| Nóż w wodzie                                     | Roman Polanski                   | Leon Niemczyk                                                                          |                                            | |
| 1963                                             |                                  |                                                                                        |                                            | |
| Czarne skrzydła                                  | Ewa Petelska, Czesław Petelski   |                                                                                        |                                            | Prezentat la Festivalul de Film de la Moscova, ediția a III-a                                       |
| Jak być kochaną                                  | Wojciech Has                     |                                                                                        | film de război                             | Prezentat la Festivalul de Film de la Cannes din 1963                                               |
| Pasagerul                                        | Andrzej Munk                     |                                                                                        | documentar (neterminat)                    | Prezentat la Festivalul de Film de la Cannes din 1964                                               |
| 1964                                             |                                  |                                                                                        |                                            | |
| Pierwszy dzień wolności                          | Aleksander Ford                  |                                                                                        |                                            | Prezentat la Festivalul de Film de la Cannes din 1965                                               |
| Prawo i pięść                                    | Jerzy Hoffman                    |                                                                                        |                                            | |
| 1965                                             |                                  |                                                                                        |                                            | |
| Cenușa                                           | Andrzej Wajda                    |                                                                                        | film istoric (războaiele napoleoniene)     | Prezentat la Festivalul de Film de la Cannes din 1966                                               |
| Manuscrisul de la Zaragoza                       | Wojciech Has                     | Zbigniew Cybulski, Iga Cembrzyńska                                                     | film istoric                               | |
| Trzy kroki po ziemi                              | Jerzy Hoffman, Edward Skórzewski |                                                                                        |                                            | Prezentat la Festivalul de Film de la Moscova, ediția a IV-a                                        |
| 1966                                             |                                  |                                                                                        |                                            | |
| Bariera                                          | Jerzy Skolimowski                | Joanna Szczerbic                                                                       | dramatic, comedie                          | |
| Faraonul                                         | Jerzy Kawalerowicz               | Jerzy Zelnik, Piotr Pawłowski, Leszek Herdegen, Wiesława Mazurkiewicz, Barbara Brylska | film de istorie antică egipteană. politic. | Adaptare a romanului Faraon de Bolesław Prus. Prezentat la Festivalul de Film de la Cannes din 1966 |
| 1967                                             |                                  |                                                                                        |                                            | |
| Westerplatte                                     | Stanisław Różewicz               |                                                                                        |                                            | Prezentat la Festivalul de Film de la Moscova, ediția a V-a                                         |
| 1968                                             |                                  |                                                                                        |                                            | |
| Colonelul Wolodyjowski                           | Jerzy Hoffman                    |                                                                                        | film istoric                               | |
| Păpușa                                           | Wojciech Jerzy Has               | Beata Tyszkiewicz                                                                      | film dramatic                              | |
| Żywot Mateusza                                   | Witold Leszczyński               |                                                                                        |                                            | Prezentat la Festivalul de Film de la Cannes din 1968                                               |
| 1969                                             |                                  |                                                                                        |                                            | |
| Polowanie na muchy                               | Andrzej Wajda                    |                                                                                        | film de comedie                            | Prezentat la Festivalul de Film de la Cannes din 1969                                               |